# Đường cao tốc Yên Bái – Hà Giang
Đường cao tốc Yên Bái – Hà Giang (ký hiệu toàn tuyến là CT.12) là tuyến đường bộ cao tốc thuộc khu vực Trung du và miền núi phía Bắc với tổng chiều dài 81 km, đi qua địa bàn hai tỉnh Lào Cai và Tuyên Quang.

## Vị trí
Điểm đầu dự án tại nút giao Mậu A với đường cao tốc Nội Bài – Lào Cai tại xã Mậu A, tỉnh Lào Cai; điểm cuối nối đường cao tốc Tuyên Quang – Hà Giang tại xã Bắc Quang, tỉnh Tuyên Quang.

## Lộ trình chi tiết
- IC – Nút giao, JCT – Điểm lên xuống, SA – Khu vực dịch vụ (Trạm dừng nghỉ), TN – Hầm đường bộ, TG – Trạm thu phí, BR – Cầu
- Đơn vị đo khoảng cách là km.

| Số                                       | Tên                     | Khoảng cách từ đầu tuyến | Kết nối                                        | Ghi chú                                                         | Vị trí      | Vị trí                        |
| ---------------------------------------- | ----------------------- | ------------------------ | ---------------------------------------------- | --------------------------------------------------------------- | ----------- | ----------------------------- |
| 1                                        | IC Mậu A                | 0.0                      | Đường cao tốc Nội Bài – Lào Cai Đường tỉnh 166 | Đầu tuyến đường cao tốc                                         | Lào Cai     | Mậu A                         |
| BR                                       | Cầu Mậu A 2             | ↓                        |                                                | Vượt sông Hồng Chưa thi công                                    | Lào Cai     | Mậu A                         |
| BR                                       | Cầu Ngòi A              | ↓                        |                                                | Vượt Đường tỉnh 151 và Đường sắt Hà Nội – Lào Cai Chưa thi công | Lào Cai     | Mậu A                         |
| TN                                       | Hầm đường bộ Tân Nguyên | ↓                        |                                                | Chưa thi công                                                   | Lào Cai     | Ranh giới Mậu A – Phúc Lợi    |
| 2                                        | IC Quốc lộ 70           |                          | Quốc lộ 70                                     | Chưa thi công                                                   | Lào Cai     | Phúc Lợi                      |
| BR                                       | Cầu Thác Bà             | ↓                        |                                                | Vượt sông Chảy Chưa thi công                                    | Lào Cai     | Ranh giới Phúc Lợi – Tân Lĩnh |
| 3                                        | IC Yên Thế              |                          | Đường tỉnh 152                                 | Chưa thi công                                                   | Lào Cai     | Lục Yên                       |
| TN                                       | Hầm đường bộ Minh Xuân  | ↓                        |                                                | Chưa thi công                                                   | Lào Cai     | Mường Lai                     |
| 4                                        | IC Vĩnh Phúc            |                          | Đường tỉnh 183                                 | Chưa thi công                                                   | Tuyên Quang | Đồng Yên                      |
| 5                                        | IC Việt Quang           |                          | Quốc lộ 279                                    | Chưa thi công                                                   | Tuyên Quang | Bắc Quang                     |
| 6                                        | IC Việt Vinh            | 68.8                     | Đường cao tốc Tuyên Quang – Hà Giang           | Cuối tuyến đường cao tốc Chưa thi công                          | Tuyên Quang | Bắc Quang                     |
| 1.000 mi = 1.609 km; 1.000 km = 0.621 mi |                         |                          |                                                |                                                                 |             |                               |